# أرز إفريقي
الأرز الأفريقي (الاسم العلمي: Oryza glaberrima)، وهو أحد نوعي الأرز المستأنسة. تم استأناسها وزراعتها لأول مرة في غرب أفريقيا، ثم انتقل إلى الأمريكتين من قبل مزارعي الأرز العبيد من غرب إفريقيا. هو الآن إلى حد كبير يعتبر محصول القوت، ونادرا ما يباع في الأسواق حتى في غرب أفريقيا.